# William Henry Powell

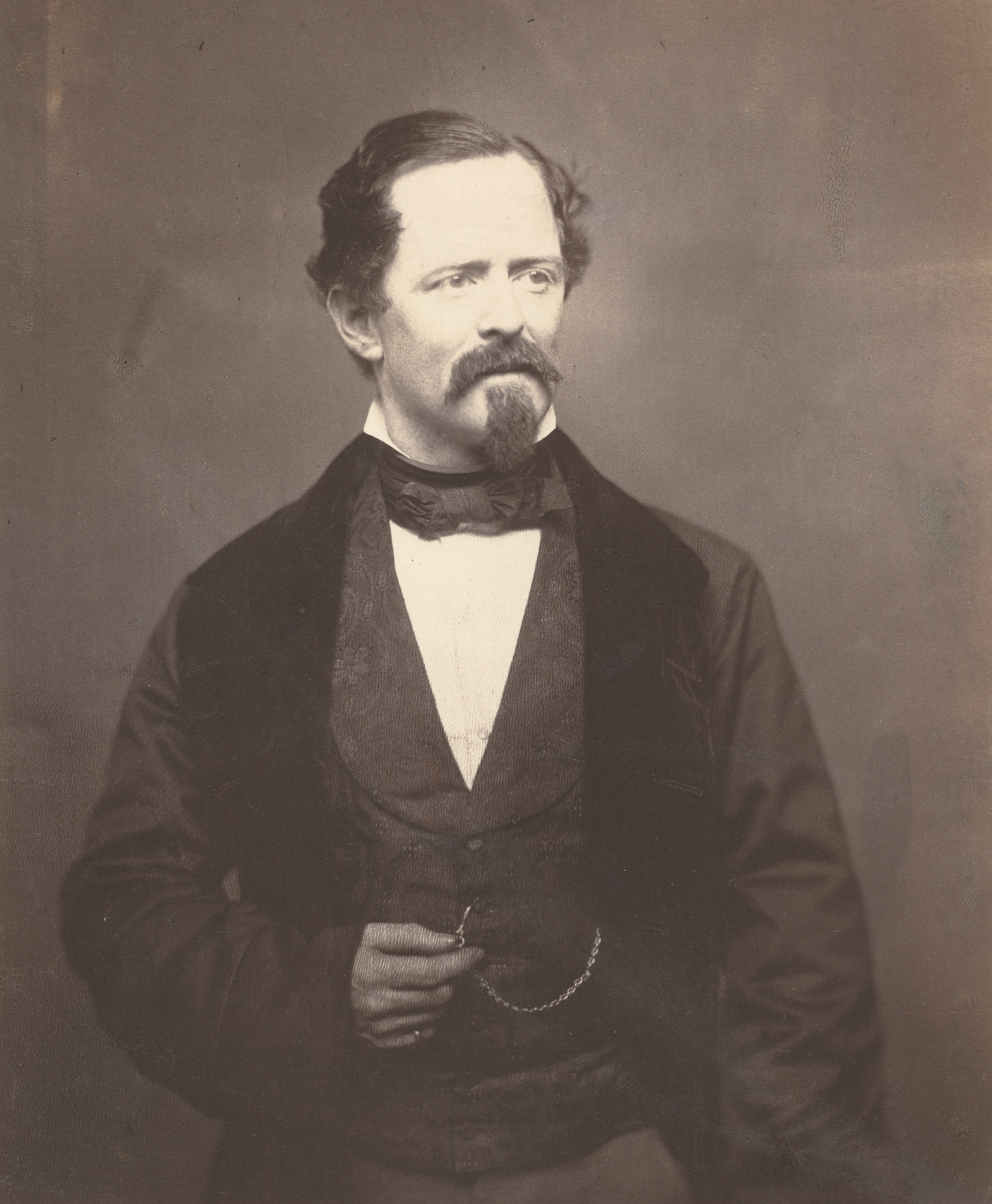
William Henry Powell, Foto von Jesse Harrison Whitehurst (1819–1875), um 1850

George William Henry Powell (* 14. Februar 1823 in New York City; † 6. Oktober 1879 ebenda) war ein US-amerikanischer Historien- und Porträtmaler.

## Leben

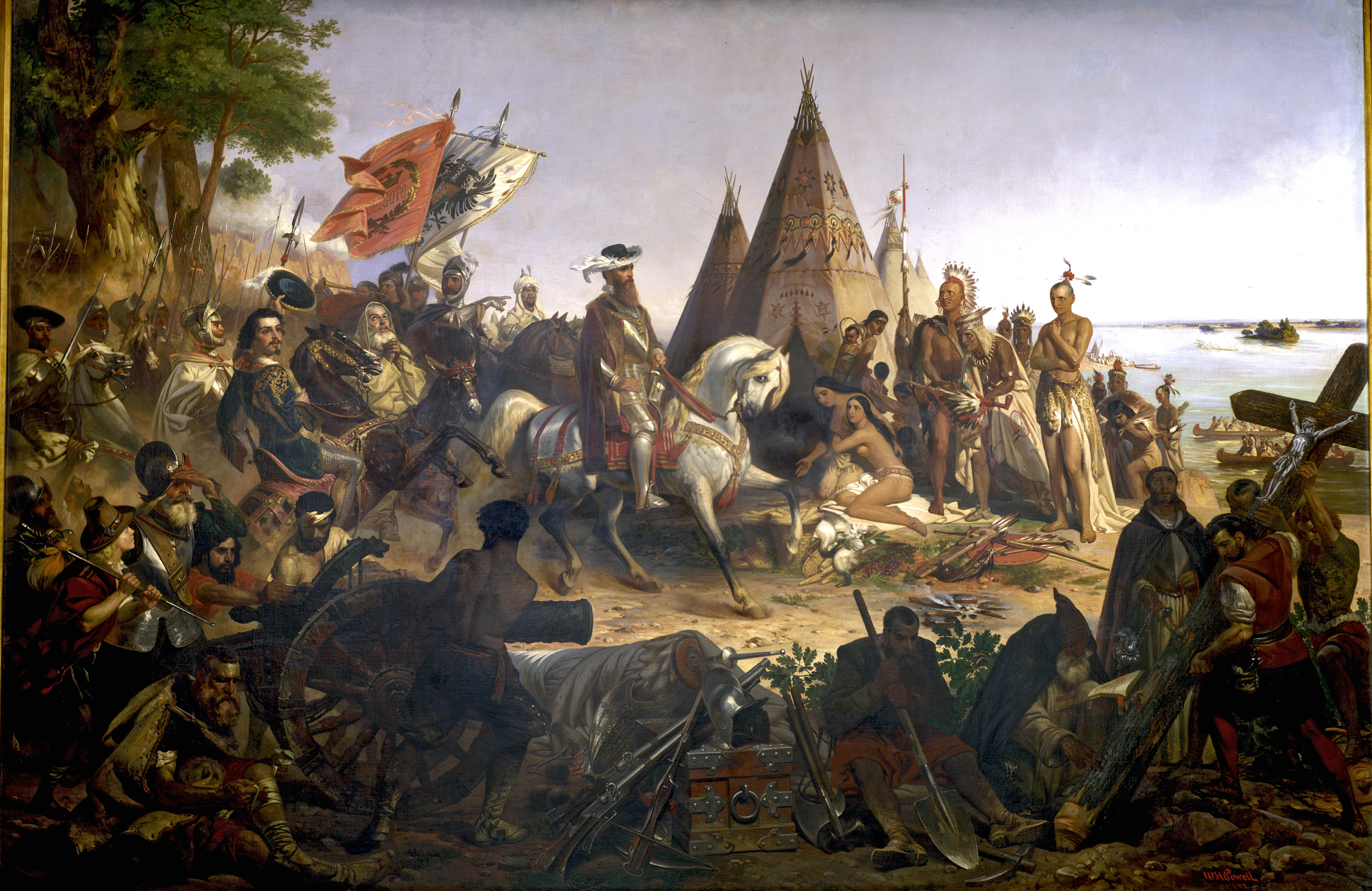
Discovery of the Mississippi by De Soto A.D. 1541 (Die Entdeckung des Mississippi durch Hernando de Soto im Jahre 1541), 1847–1853

Powell, von Geburt New Yorker, wuchs ab dem siebten Lebensjahr in Cincinnati, Ohio, auf. 1837 kehrte er nach New York City zurück und studierte dort Malerei bei Henry Inman. 1844 unternahm er eine Studienreise nach Frankreich und Italien (Florenz und Rom). Ferner ist ein Studienaufenthalt in Düsseldorf dokumentiert. Powell war Mitglied der National Academy of Design.
1847 erhielt er vom Kongress der Vereinigten Staaten den Auftrag, für die Rotunde des Kapitols das letzte freie Feld mit einem Historiengemälde auszustatten. Er wählte dafür das Motiv Discovery of the Mississippi by De Soto A.D. 1541 (Die Entdeckung des Mississippi durch Hernando de Soto im Jahre 1541), das bei Fertigstellung im Jahr 1853 ein großer Erfolg war und das zu einem Folgeauftrag des Staates Ohio für dessen State House führte. Diese Auftragsarbeit führte er in Gestalt des Historienbildes Perry’s Victory on Lake Erie (Der Sieg Oliver Hazard Perrys am Eriesee) von 1857 bis 1865 in seinem New Yorker Atelier in deutlicher Anlehnung an Emanuel Leutzes Gemälde Washington Crossing the Delaware aus, welches 1851 und 1853 in New York City ausgestellt war. Aus diesem Bild wiederum resultierte am 2. März 1865 auf Empfehlung des United States Congress Joint Committee on the Library ein Folgeauftrag des Kongresses, für das Treppenhaus des Senatsflügels des Kapitols ein Bild zu malen, das „einen Seesieg illustriert“. So entstand bis 1873 – als vergrößerte Version des Bildes im State House von Ohio – das Gemälde Battle of Lake Erie (Die Schlacht auf dem Eriesee).

## Werke (Auswahl)

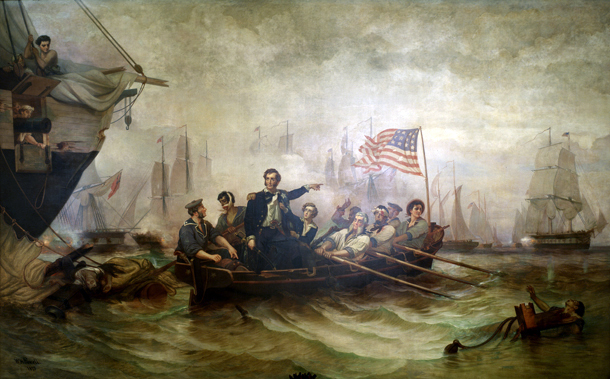
Battle of Lake Erie (Die Schlacht auf dem Eriesee), 1865–1873

- Dr. William Smith, Porträt, um 1841, Cincinnati Art Museum
- The Brigand’s Portrait, 1846
- Discovery of the Mississippi bei De Soto A.D. 1541 (Die Entdeckung des Mississippi durch Hernando de Soto im Jahre 1541), 1847–1853, Rotunde des Kapitols in Washington, D.C.
- Selbstporträt, 1855
- Perry’s Victory on Lake Erie (Der Sieg Oliver Hazard Perrys am Eriesee), 1857–1865, Ohio State House, Columbus
- Robert Anderson, Porträt, 1861[4]
- Battle of Lake Erie (Die Schlacht auf dem Eriesee), 1865–1873, Nordflügel des Kapitols[5]
- The Twenty-day Siege of the Mexican City of Veracruz in March 1847 (Die zwanzigtägige Belagerung von Veracruz im März 1847), 1867
- Battle of Buena Vista (Die Schlacht von Buena Vista)